# パナマの国旗
パナマの国旗（パナマのこっき Flag of Panama）は、赤・青・白の3色が用いられ、赤星及び青星が配置されたデザインの旗である。
1903年のコロンビアからの分離独立時に初めて掲揚され、1904年に正式に議会で承認された。1925年に白地と星の配置を変更し、現在のデザインとなった。
当時の政治情勢を象徴し、青と赤はコロンビア保守党（保守派）とコロンビア自由党（共和派）を表し、白は平和を表している。青い星はこの国の生活の純粋さと誠実さを表し、赤い星はこの国の権威と法律を表しているとされる。正式には1903年にマリア・デ・ラ・オッサ・デ・アマドール（María de la Ossa de Amador）によって制作されたとされる。

大統領旗

## 歴史的な旗

?スペイン植民地時代の旗（1475年から1492年まで）
?スペイン植民地時代の旗（1492年から1504年まで）
?スペイン植民地時代の旗（1505年から1785年まで）
?スペイン植民地時代の旗（1785年から1821年まで）
?1834年から1861年までの旗
?1861年から1886年までの旗
?提案された国旗
?1903年のデザイン。旗地と星の配置が異なる。
?アメリカ領パナマ運河地帯の旗（1903-1999）